# Lađevci (Skradin)
Lađevci falu Horvátországban Šibenik-Knin megyében. Közigazgatásilag Skradinhoz tartozik.

## Fekvése
Šibenik központjától légvonalban 19, közúton 30 km-re, községközpontjától légvonalban 13, közúton 18 km-re északnyugatra, Dalmácia középső részén, az 59-es számú főút mentén fekszik. Határában található az A1-es autópálya pirovaci lehajtója.

## Története
A településnek 1857-ben 67, 1910-ben 87 lakosa volt. Az I. világháború után rövid ideig az Olasz Királyság, ezután a Szerb-Horvát-Szlovén Királyság, majd Jugoszlávia része lett. 1991-ben lakosságának 99 százaléka horvát volt. Még ez évben elfoglalták a szerb felkelők és a Krajinai Szerb Köztársasághoz csatolták. 1995 augusztusában a horvát hadsereg foglalta vissza a települést. 2011-ben 112 lakosa volt, akik a piramatovci katolikus plébániához tartoztak.

## Lakosság
| Lakosság változása | Lakosság változása | Lakosság változása | Lakosság változása | Lakosság változása | Lakosság változása | Lakosság változása | Lakosság változása | Lakosság változása | Lakosság változása | Lakosság változása | Lakosság változása | Lakosság változása | Lakosság változása | Lakosság változása | Lakosság változása |
| ------------------ | ------------------ | ------------------ | ------------------ | ------------------ | ------------------ | ------------------ | ------------------ | ------------------ | ------------------ | ------------------ | ------------------ | ------------------ | ------------------ | ------------------ | ------------------ |
| 1857               | 1869               | 1880               | 1890               | 1900               | 1910               | 1921               | 1931               | 1948               | 1953               | 1961               | 1971               | 1981               | 1991               | 2001               | 2011               |
| 67                 | 0                  | 65                 | 60                 | 74                 | 87                 | 130                | 97                 | 163                | 188                | 207                | 195                | 180                | 181                | 127                | 112                |